# Sitora Douchanbé
Maillots
Le Sitora Douchanbé (en tadjik : Ситора Душанбе), plus couramment abrégé en Sitora Douchanbé, est un club tadjik de football fondé en 1990 et basé à Douchanbé, la capitale du pays.

## Histoire
Fondé en 1990, le Sitora Douchanbé est l'un des clubs fondateurs du championnat du Tadjikistan, dont la première édition a lieu en 1992. Il termine cette édition inaugurale à la 10e place.
La saison suivante voit le club s'imposer au niveau national puisqu'il réussit le doublé Coupe-championnat. Il remporte le championnat en devançant le tenant du titre, le Pamir Douchanbé et s'impose en finale de la Coupe face à Ravshan Kulob. Il parvient à conserver son titre de champion la saison suivante. C'est grâce à son succès en championnat que le club dispute sa seule et unique campagne continentale, en Coupe d'Asie des clubs champions. Son bilan asiatique est médiocre, avec une seule victoire en quatre rencontres.
Le Sitora Douchanbé disparaît à l'issue de la saison 1997 en raison de problèmes financiers, après seulement sept années d'existence.

## Palmarès
| Compétitions nationales |
| --- |
| - Championnat du Tadjikistan (2) : - Vainqueur : 1993 et 1994. - Vice-champion : 1996. - Coupe du Tadjikistan (1) : - Vainqueur : 1993. |

## Entraîneurs du club
- Zoïr Boboïev (1992-1994)